# Conservatório de Música do Porto

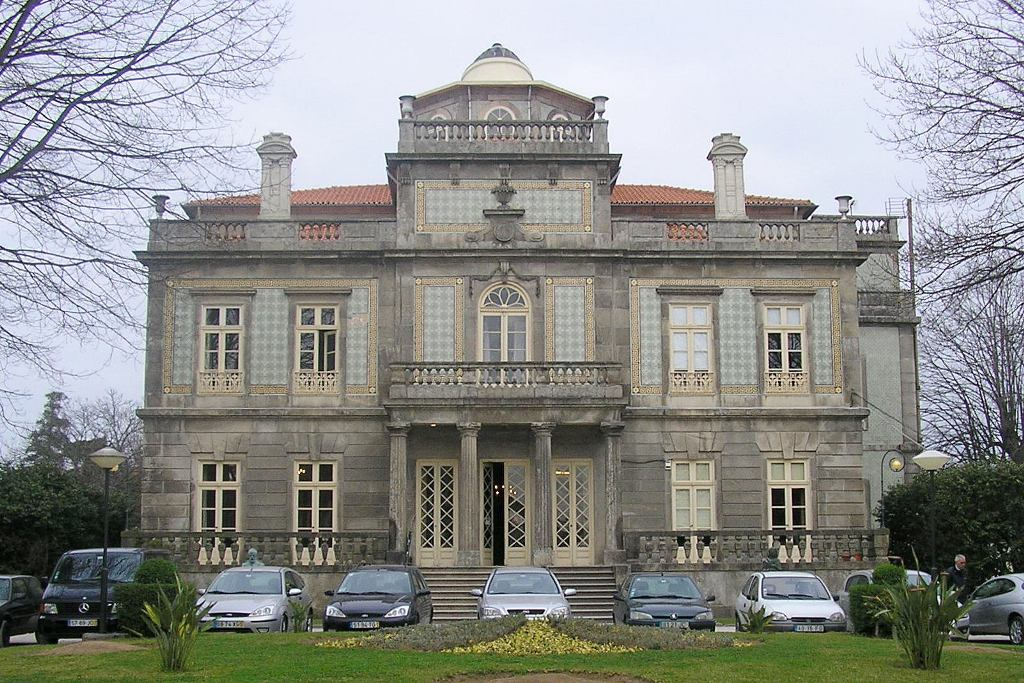
Palacete Pinto Leite, onde esteve instalado o Conservatório de Música do Porto entre 1975 e 2008.

O Conservatório de Música do Porto é uma escola pública de ensino especializado de música, na cidade do Porto, em Portugal.
Criado pela Câmara Municipal do Porto em 1917, o Conservatório ministra os níveis básico e complementar do ensino da música, sendo frequentado por cerca de 700 alunos e conta com 73 professores. Ao longo da sua existência, o Conservatório de Música do Porto foi sendo a instituição escolhida como fiel depositária de espólios e doações de importantes figuras da vida musical da cidade do Porto.
Em 2007 foi tomada a decisão de instalar o Conservatório de Música do Porto num novo edifício a construir nos terrenos da Escola Secundária Rodrigues de Freitas. O Conservatório encontra-se em funcionamento na ala Poente do edifício que partilha com a Escola Rodrigues de Freitas desde 15 de Setembro de 2008. 
A partir de 15 de Setembro de 2009, mercê de obras de requalificação e ampliação, esta instituição mudou de instalações, para a Praça Pedro Nunes.
Funciona também em três sistemas: integrado, articulado e supletivo.